# Союз 30
Союз 30 е съветски пилотиран космически кораб, който извежда в Космоса третата посетителска експедиция на орбиталната станция Салют-6.

## Екипажи

#### Основен
- Пьотър Климук (3) – командир
- Мирослав Хермашевски (1) – космонавт-изследовател

#### Дублиращ
- Валерий Кубасов – командир
- Зенон Янковски – космонавт-изследовател

## Параметри на мисията
- Маса: 6800 кг
- Перигей: 197,6 km
- Апогей: 261,3 km
- Наклон на орбитата: 51,66°
- Период: 88,83 мин

## Програма
Първи полет на гражданин от Полша, трета посетителска експедиция на борда на станцията „Салют-6“. По това време там се намира вторият дълговременен екипаж Владимир Ляхов и Александър Иванченков.
Това е вторият полет по програма „Интеркосмос“, по която военни пилоти от т. нар. Източен блок осъществяват космически полети с продължителност от около 8 денонощия до съветска космическа станция.
Освен политическата цел по време на полета са проведени научни експерименти и изследвания. Те са в областта на биологията и изследване на северното сияние.
Съвместната работа на четиримата космонавти продължава около 7 денонощия.
Капсулата на спускаемия апарат на „Союз 30“ е изложена в Музея на полската военна техника във Варшава.